# Effusimentum petiolatum
Effusimentum petiolatum är en tvåvingeart som beskrevs av Barraclough 1992. Effusimentum petiolatum ingår i släktet Effusimentum och familjen parasitflugor. Inga underarter finns listade i Catalogue of Life.